# Alan MacDonald
Pour les articles homonymes, voir Alan MacDonald (rugby à XV) et MacDonald.
Alan MacDonald, né le 14 août 1961 à Perth, est un avocat et auteur-compositeur australien, ancien batteur et fondateur de The Triffids. 

## Biographie
Fils d'un professeur à l'Université d'Australie-Occidentale, Bill MacDonald et d'une pédiatre, Judy Henzell, il est le cadet d'une famille de quatre enfants comportant deux frères ainés et une sœur. 
Il suit l'école à Perth où il devient ami avec David McComb. En 1976, avec ce dernier, il fonde le groupe Dalsy, renommé Blök Music puis The Triffids en hommage au roman de John Wyndham Le Jour des Triffides. McComb et MacDonald écrivent et interprètent les chansons avec Phil Kakulas, qui rejoindra plus tard le groupe Blackeyed Susans, Andrew McGowan, Julian Douglas-Smith, et plus tard Byron Sinclair, Will Akers et Margaret Gillard.
En fin d'année 1978, le groupe produit une cassette enregistrée par eux-mêmes mais il faut attendre 1981 pour que sorte le premier single Stand Up grâce à un concours remporté à l'Université Curtin. En novembre 1982 sort le premier EP, Reverie puis en avril 1983 le second Bad Timing and Other Stories. Le groupe s'installe alors à Sydney et sort en novembre son premier album Treeless Plain. 
En août 1984, MacDonald et son groupe enregistre à Londres l'album Born Sandy Devotional qui atteint la 37e place des charts australiens ainsi que la 18e de ceux suédois et dont la version remastérisé atteint en 2006 la 39e place des charts en Belgique et qui est placé à la 5e place des 100 Best Australian Albums (octobre 2010).
Après une tournée en Europe, le groupe revient en Australie en 1986 et enregistre Where Did You Sleep Last Night. En 1987, Calenture et The Black Swan sortent sous le label Island Records mais, fatigués par les longues tournées, les membres du groupe décident de se séparer. 
Alan MacDonald intègre alors le groupe The Blackeyed Susans (en) (1989-1990) puis décide en 1992 de reprendre ses études de droit à l'Université Murdoch. Il obtient son diplôme en 1995 et devient avocat. 

### Famille
Il est l'époux de Jill Birt la claviériste des Triffids. Le couple a trois enfants. 

## Discographie

### Avec The Triffids
- Treeless Plain, 1983
- In the Pines, 1986
- Born Sandy Devotional, 1986
- Calenture, 1987
- The Black Swan, 1989
- Australian Melodrama, 1995
- Beautiful Waste and Other Songs, 2008

### Avec The Blackeyed Susans
- Welcome Stranger, 1992